# 회천로
회천로(Hoecheon-ro)는 충청남도 서산시 성연면 명천교차로에서 당진시 정미 승산사거리를 잇는 도로이다.

## 주요경유지
충청남도
- 서산시 성연면 - 당진시 정미면

## 노선
| 이름        | 접속 노선                            | 소재지 | 소재지 | 비고 |
| ----------- | ------------------------------------ | ------ | ------ | ---- |
| 명천 교차로 | 국가지원지방도 제70호선 (백제사신로) | 서산시 | 성연면 |      |
| 어청재      |                                      | 당진시 | 정미면 |      |
| 도산교      |                                      | 당진시 | 정미면 |      |
| 승산사거리  | 지방도 제647호선 (4.4만세로) 충장로  | 당진시 | 정미면 |      |